# Carlos Simón Vázquez
Carlos Simón Vázquez (* 2. Juni 1965 in Cáceres, Spanien) ist ein spanischer römisch-katholischer Geistlicher, Theologe und Bioethiker. Seit 2017 ist er Vorstandsmitglied der Päpstlichen Akademie für das Leben.

## Leben
Carlos Simón Vázquez studierte Medizin und Chirurgie an der Universität Navarra. Anschließend absolvierte er ein Doktoratsstudium in Theologie an der Päpstlichen Lateranuniversität in Rom. Er empfing 1995 durch Bischof Ciriaco Benavente Mateos das Sakrament der Priesterweihe für das Bistum Coria-Cáceres. Er war in der Seelsorge in Cañaveral (Spanien) in der Provinz Cáceres tätig. Parallel war er Professor für Moraltheologie am Instituto Teológico “San Pedro de Alcántara” (ITPA) im westspanischen Coria sowie am Institut für Religionswissenschaften Unserer Lieben Frau von Guadalupe (Instituto de Ciencias Religiosas Nuestra Señora) in Estremadura. Er war außerdem Gastprofessor im Masterstudium Bioethik der Sociedad Andaluza in Córdoba und an der Facultad de Teología del Norte de España in Burgos. Simón Vázquez ist Autor verschiedener Bücher zum Thema Bioethik sowie Koordinator des ersten spanischen Wörterbuchs der Bioethik.
Papst Benedikt XVI. ernannte ihn am 9. Februar 2008 zum Untersekretär des Päpstlichen Rates für die Familie.
Mit der Auflösung des Päpstlichen Rates für die Familie zum 1. September 2016 wurde er im neuen Dikasterium für Laien, Familie und Leben zum Leiter der Abteilung für Familie und Leben berufen. Am 5. August 2017 ernannte ihn Papst Franziskus zum Vorstandsmitglied der Päpstlichen Akademie für das Leben.

## Schriften
- Diccionario de bioética, Monte Carmelo 2006, ISBN 978-8483530078
- Nuevo diccionario de bioética, Monte Carmelo 2012 (2. Auflage), ISBN 978-8483534755